# Modulus kaicherae
Modulus kaicherae är en snäckart som beskrevs av Edward James Petuch 1987. Modulus kaicherae ingår i släktet Modulus och familjen Modulidae. Inga underarter finns listade i Catalogue of Life.